# Uniwersytet Amerykański w Bułgarii
Uniwersytet Amerykański w Bułgarii (AUBG) (bułg.: Американски университет в България – АУБГ) – prywatna instytucja szkolnictwa wyższego z siedzibą w Błagojewgradzie. Pierwsza amerykańska instytucja edukacyjna, z wykładowym językiem angielskim, w Europie Wschodniej, jest przedsięwzięciem kooperacyjnym, które powstało dzięki wsparciu USA,  rządu Bułgarii, Open Society Institute i University of Maine.

## Historia
Uniwersytet otwarto we wrześniu 1991 roku. W pierwszym roku było 208 studentów i 16 wykładowców w pełnym wymiarze godzin. Obecnie jest około 1100 studentów z ponad 40 krajów. Światowej klasy wykładowcy pochodzą z najlepszych szkół na pięciu kontynentach. Studenci AUBG mogą swobodnie wybierać własne obszary studiów i ustalać własne programy nauczania w dziedzinach sztuki, naukach humanistycznych, biznesie i technologii.
Budynek uczelni tworzy kompleks Bulgaria Student Center. Był on wielokrotnie nagradzany i powstał dzięki wsparciu America for Bulgaria Foundation. 

## Struktura
Kompleks Bulgaria Student Center to bogate i dobrze wyposażone zaplecze akademickie skupione w jednym miejscu, gdzie studenci mogą mieszkać i uczyć się.  
- Skaptopara Student Complex, nazywane powszechnie Skapto
- Bulgaria Student Center
- Balkanski Academic Center
- Panitza Library
- Residence Halls – Skaptopara 1,2 i 3.

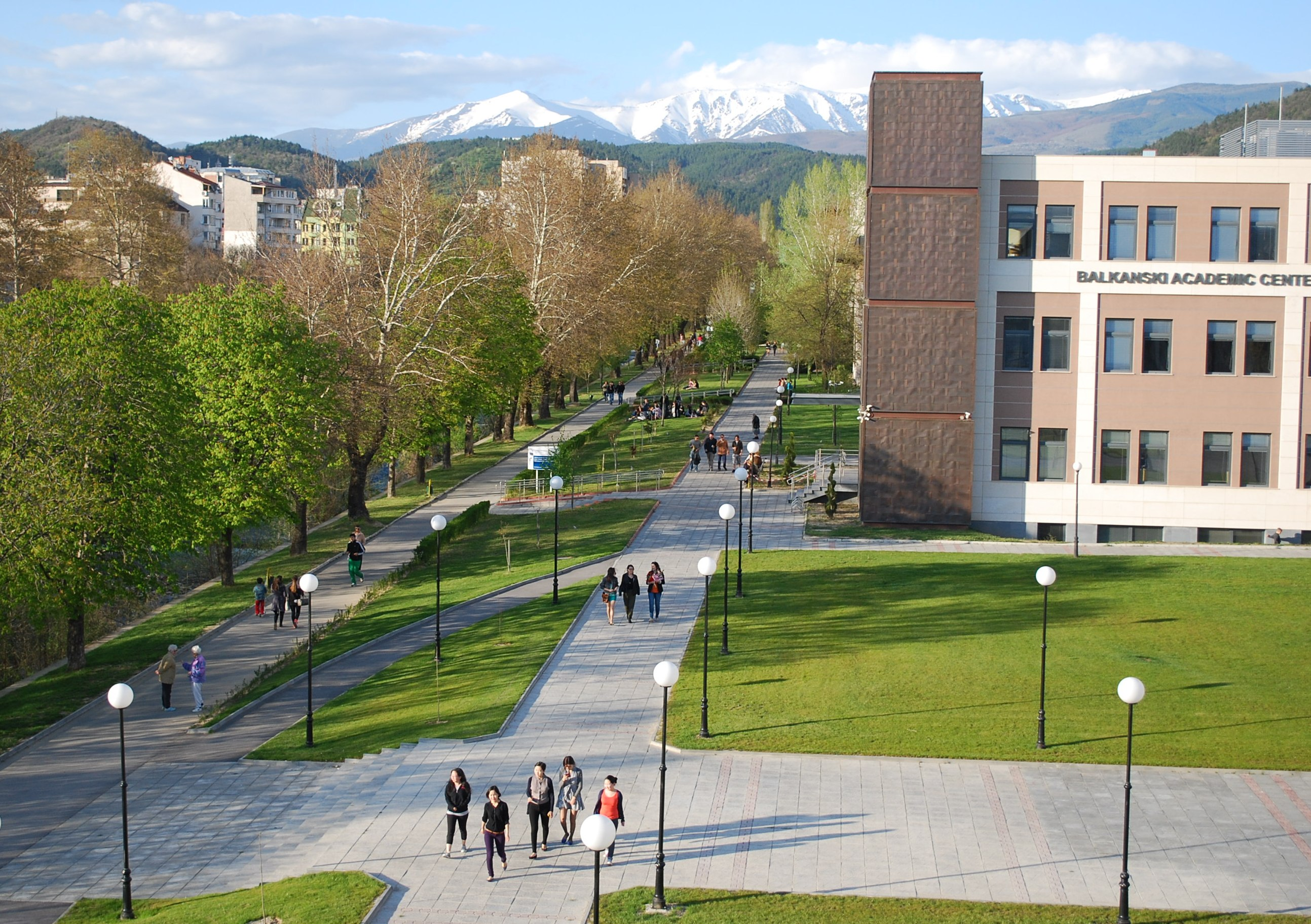
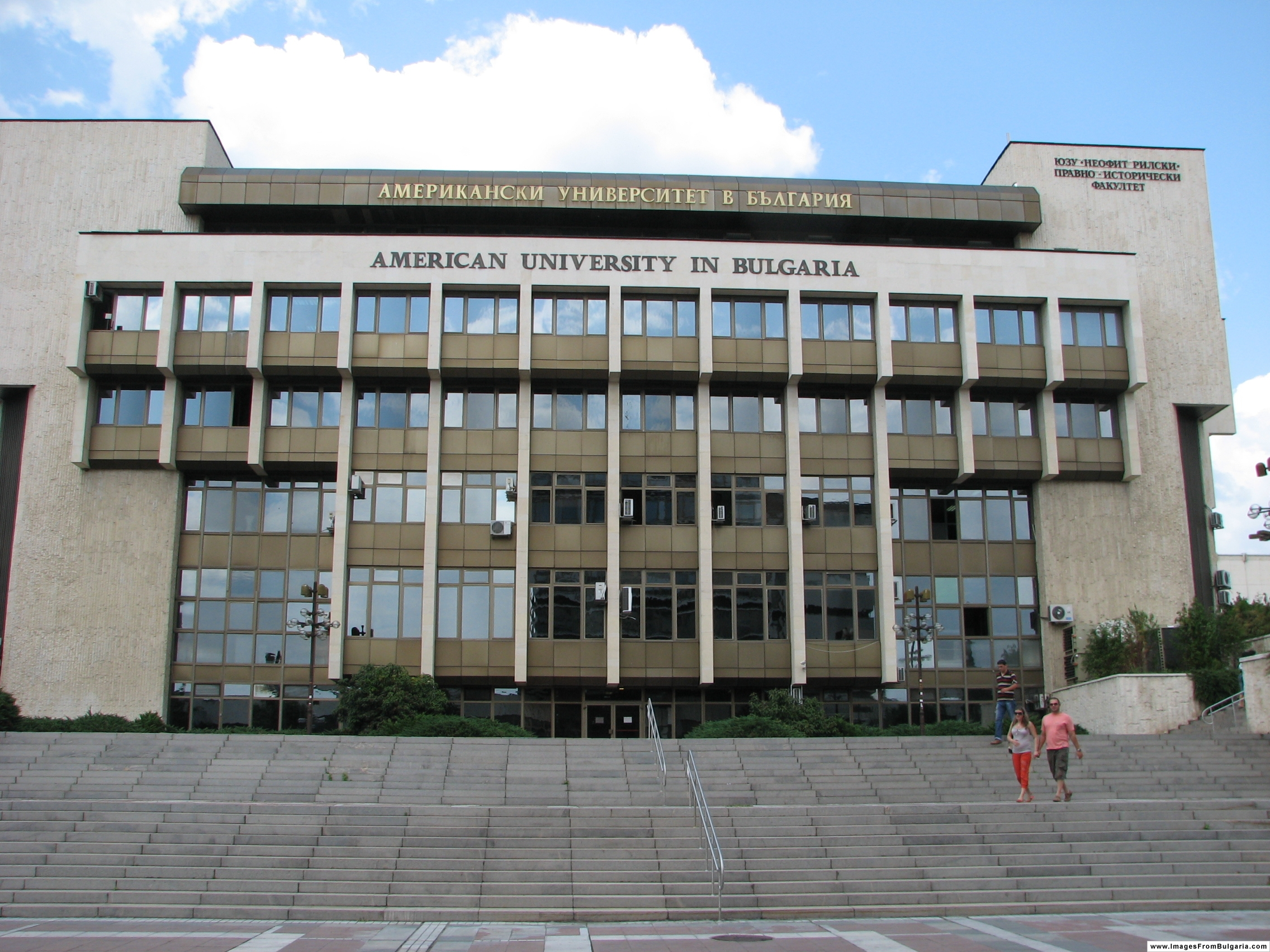
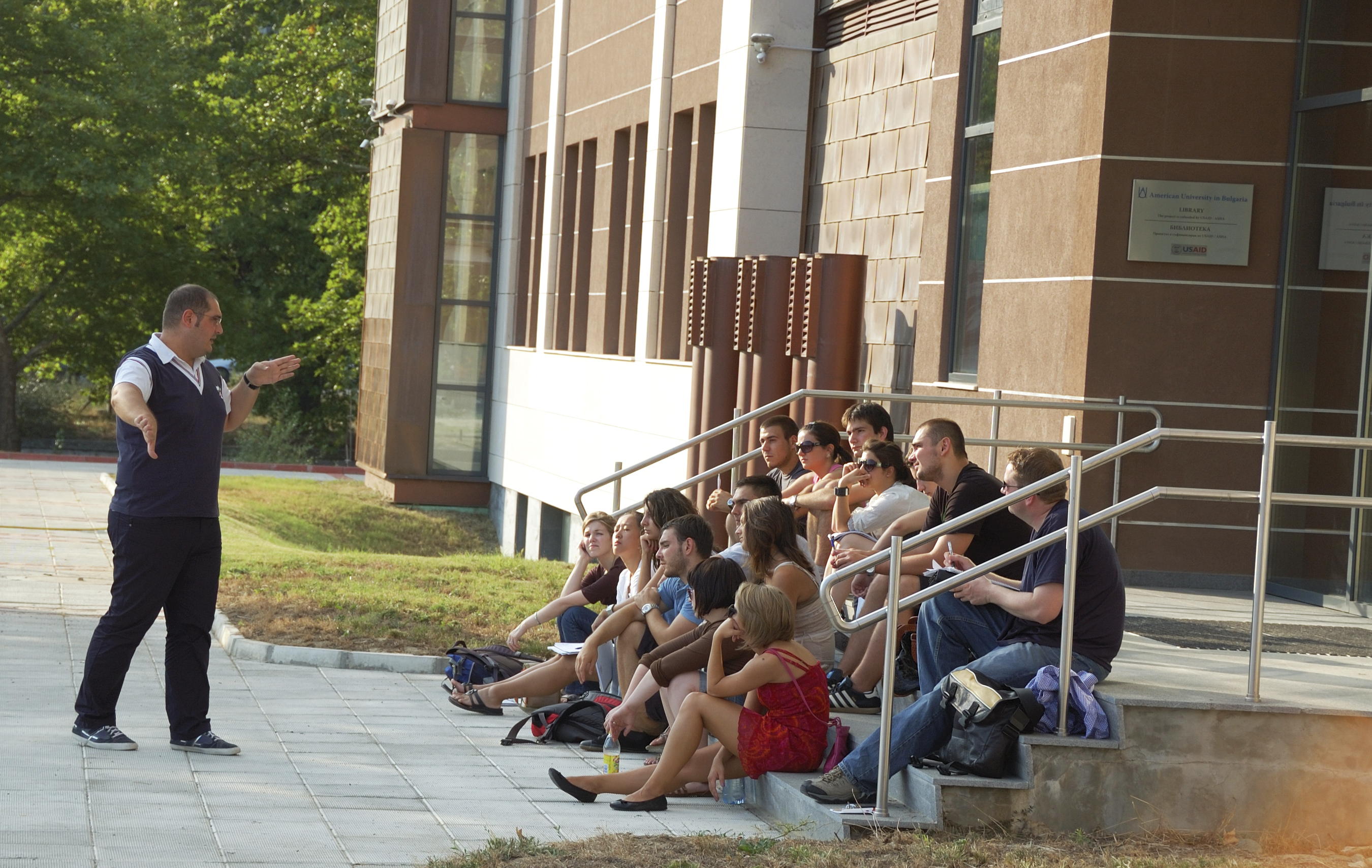
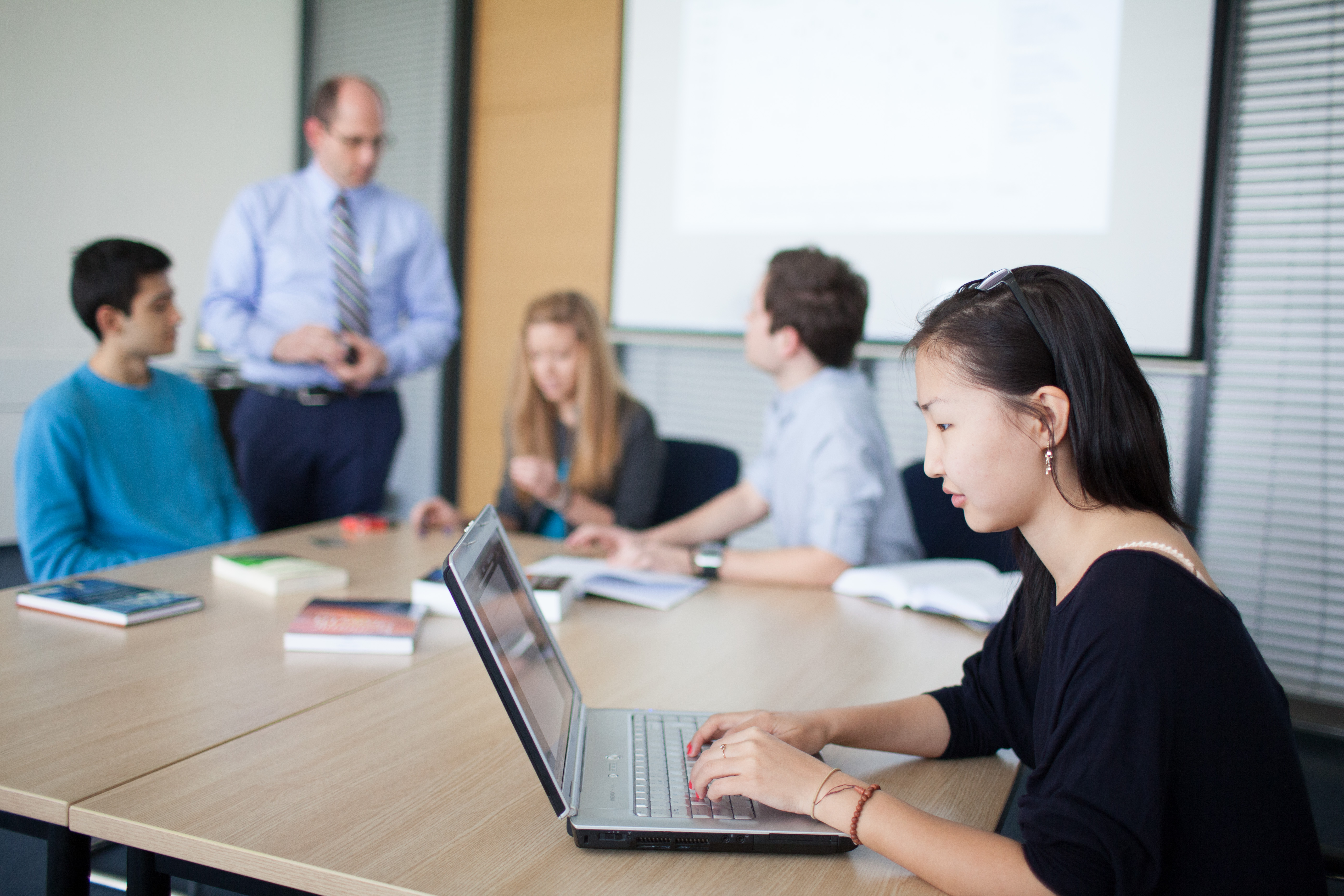